# آلنکا ارمنچ
آلنکا ارمنچ (انگلیسی: Alenka Ermenc؛ زادهٔ ۱۹۶۳ (۶۱–۶۲ سال)) فرد نظامی اهل اسلوونی است. او اولین زنی است که تاریخ کشور اسلوونی به عنوان رئیس ستاد مشترک ارتش این کشور منصوب می‌شود.
او با عضویت در گروه دفاع محلی اسلوونی وارد عرصه نظامی‌گری شد. این گروه در زمان جنگ استقلال از یوگسلاوی در سال ۱۹۹۱ تشکیل شده بود. او از دانشکده سلطنتی مطالعات دفاعی در لندن فارغ‌التحصیل شده‌است. او صاحب ۳ فرزند است.